# Moral d'amos i esclaus
La moral d'amos i esclaus (en alemany: Herren- und Sklavenmoral) és un tema central de les obres de Friedrich Nietzsche, especialment en el primer assaig del seu llibre Sobre la genealogia de la moral. Nietzsche argumenta que hi ha dos tipus fonamentals de moral: la "moral dels amos" i la "moral dels esclaus". La moral dels amos valora l'orgull i el poder, mentre que la moral dels esclaus valora la bondat, l'empatia i la simpatia. La moral de l'amo jutja les accions com a bones o dolentes (per exemple, les virtuts clàssiques de l'home noble versus els vicis de la xusma), a diferència de la moral dels esclaus, que jutja per una escala de bones o dolentes intencions (per exemple, virtuts i vicis cristians, deontologia kantiana).
Per a Nietzsche, una moral és inseparable de la cultura que la valora, és a dir, la llengua, els codis, les pràctiques, les narracions i les institucions de cada cultura estan formades per la lluita entre aquestes dues estructures morals.